# Каморза
Каморза — река в России, протекает по Уйскому району Челябинской области. Длина реки составляет 21 км.
Начинается между горами Ташьяр, Щипица, Истумбай и Хазина. Течёт в восточном направлении по безлесой местности. Устье реки находится в 389 км по правому берегу реки Уй около села Уйское. На реке имеется несколько прудов.

## Данные водного реестра
По данным государственного водного реестра России относится к Иртышскому бассейновому округу, водохозяйственный участок реки — Тобол от истока до впадения реки Уй, без реки Увелька, речной подбассейн реки — Тобол. Речной бассейн реки — Иртыш.
Код объекта в государственном водном реестре — 14010500212111200000737.

## Населённые пункты
- Фоминский
- Воронино
- Уйское

## Притоки
- Сухая Каморза[2], левый, в 3,3 км от устья
- Крутой Лог[2], левый